# Grevillea bipinnatifida
Espèce
Classification phylogénétique
Grevillea bipinnatifida, le grevillea dit fuchsia, est une espèce de plante à fleurs de la famille des Proteaceae. Elle est endémique en Australie-Occidentale en Australie.
C'est un arbuste élancé de 0,3 à 2 mètre de haut. Les feuilles sont bipennées. Les fleurs, d'un rouge brillant,  rose, vert pâle ou orange sont présentes du début de l'automne au milieu de l'été (mars à janvier).
On le trouve dans les zones granitiques de Perth et des environs.

## Sous-espèces et cultivars
Il existe deux sous-espèces :
- Grevillea bipinnatifida subsp. bipinnatifida
- Grevillea bipinnatifida subsp. pagna Cranfield

Il existe de nombreux cultivars, issus d'hybrides notamment avec Grevillea banksii:
- Grevillea bipinnatifida 'Cocunut Ice'
- Grevillea bipinnatifida 'Peaches and Cream'
- Grevillea bipinnatifida 'Robyn Gordon'
- Grevillea bipinnatifida 'Superb'

et
- Grevillea bipinnatifida 'Molly' (issu d'un croisement avec Grevillea aurea)
- Grevillea bipinnatifida 'Sunrise' (issu d'un croisement avec Grevillea bipinnatifida 'Clearview Robin')